# Prix Fennia
Le prix Fennia (finnois : Fennia-palkinto) est un prix artistique décerné en Finlande depuis 2003. 

## Présentation
L'objectif du prix Fennia est de présenter des produits bien conçus et d'encourager les entreprises et les entreprises à appliquer le design de manière globale et interactive au développement de produits, à la fabrication et à l'image de l'entreprise.
Le prix est décerné depuis 2003.
Le Design Forum Finland et le groupe Fennia sont les organes organisateurs du Prix Fennia. 
Le montant des prix est donné par le groupe Fennia. 
Design Forum est responsable de la réalisation du concours et de l'exposition associée.

## Lauréats
Les lauréats du prix sont:
| Année | Lauréat                           | Produit                                                   | Montant  | Réf.   |
| ----- | --------------------------------- | --------------------------------------------------------- | -------- | ------ |
| 2003  | Rukka / L-Fashion Group           | tenue de moto SRO                                         |          | [ 2 ]  |
| 2005  | Lappset Group Oy                  | Ensemble d'équipement de terrain de jeu AXIOM             |          | [ 3 ]  |
| 2007  | Rocla                             | Chariot élévateur Humanic                                 | 15 000 € | [ 5 ]  |
| 2007  | Halti                             | Vestes Gompa et Fiber et sac à dos Green                  | 5 000 €  | [ 5 ]  |
| 2007  | Huonekalutehdas Korhonen          | Meubles Flip                                              | 5 000 €  | [ 5 ]  |
| 2007  | PalodEx Group                     | Appareil de radiographie dentaire Orthopantomograph OP200 | 5 000 €  | [ 5 ]  |
| 2007  | PlusArkkitehdit                   | Concept de services Plushuilat                            | 5 000 €  | [ 5 ]  |
| 2009  | Genelec Oy                        | Caisson de basses actif 5040A                             | 15 000 € | [ 6 ]  |
| 2009  | Iittala Group                     | Cheminée de table Fireplace                               | 5 000 €  | [ 7 ]  |
| 2009  | Metso Automation Oy               | Unité de test automatique du papier KajaaniPaperLab       | 5 000 €  | [ 8 ]  |
| 2009  | Polar Electro Oy                  | Ordinateur d'entraînement FT80                            | 5 000 €  | [ 9 ]  |
| 2009  | Saas Instruments                  | Lampe Medusa                                              | 5 000 €  | [ 10 ] |
| 2012  | Fingrid Oy                        | Poteau de terrain                                         | 15 000 € | [ 11 ] |
| 2012  | Tulikivi Oyj                      | Poêle Nuoska                                              | 5 000 €  | [ 12 ] |
| 2012  | Konecranes                        | Cabine de grue Smarter Cabin                              | 5 000 €  |        |
| 2012  | Kekkilä Oy                        | concept Koti & Piha                                       | 5 000 €  | [ 13 ] |
| 2012  | Ville d'Helsinki                  | Bibliothèque municipale d'Helsinki                        | 5 000 €  |        |
| 2014  | Ponsse Oyj                        | machines forestières Scorpio                              | 15 000 € | [ 14 ] |
| 2014  | Jalo Helsinki Oy                  | détecteur de fumée Kupu                                   | 5 000 €  | [ 15 ] |
| 2014  | Nokia Oyj                         | Nokia Lumia                                               | 5 000 €  |        |
| 2014  | Peruste Oy                        | Colis postal RePack                                       | 5 000 €  | [ 16 ] |
| 2014  | Wärtsilä Oyj                      | nouvelle génération de moteurs à quatre temps             | 5 000 €  | [ 17 ] |
| 2017  | Merivaara Oy                      | lampe de salle d'opération Q-Flow                         | 15 000 € | [ 18 ] |
| 2017  | Consair Oy                        | Poste de travail anti-poussière CAMU 1200                 | 5 000 €  | [ 19 ] |
| 2017  | Genelec Oy                        | Appareil de surveillance intelligent 8351                 | 5 000 €  | [ 20 ] |
| 2017  | Naava                             | Mur végétal intelligent                                   | 5 000 €  | [ 21 ] |
| 2017  | Fazer Lakritsi Pentagon Design Oy | Fine réglisse finlandaise                                 | 5 000 €  | [ 22 ] |
| 2020  | Dottir Asianajotoimisto Oy        | Conception juridique                                      | 15 000 € | [ 23 ] |
| 2020  | Planmeca Oy                       | Appareil de radiographie Viso G5 -3D                      | 5 000 €  | [ 24 ] |
| 2020  | RideCake                          | Bicyclette électrique Kalk OR                             | 5 000 €  | [ 25 ] |
| 2020  | Ville de Turku, 6Aika             | Concept et pilotage de guidage urbain                     | 5 000 €  | [ 26 ] |
| 2020  | Woodio Oy                         | Éviers Woodio                                             | 5 000 €  | [ 27 ] |